# Liste der Biografien/Horc
Liste der Biografien |
Portal Biografien |
Personensuche
# |
A |
B |
C |
D |
E |
F |
G |
H |
I |
J |
K |
L |
M |
N |
O |
P |
Q |
R |
S |
T |
U |
V |
W |
X |
Y |
Z |
?
 
Ha |
Hd |
He |
Hi |
Hj |
Hk |
Hl |
Hm |
Hn |
Ho |
Hr |
Hs |
Ht |
Hu |
Hv |
Hw |
Hy
 
Hoa |
Hob |
Hoc |
Hod |
Hoe |
Hof |
Hog–Hok |
Hol |
Hom |
Hon |
Hoo |
Hop |
Hoq |
Hor |
Hos |
Hot |
Hou |
Hov |
How |
Hox |
Hoy |
Hoz
 
Hora |
Horb |
Horc |
Hord |
Hore |
Horf |
Horg |
Horh |
Hori |
Horj |
Hork |
Horl |
Horm |
Horn |
Horo |
Horp |
Horr |
Hors |
Hort |
Horu |
Horv |
Horw |
Horx |
Hory |
Horz
Die Liste der Biografien führt alle Personen auf, die in der deutschsprachigen Wikipedia einen Artikel haben. Dieses ist eine Teilliste mit 27 Einträgen von Personen, deren Namen mit den Buchstaben „Horc“ beginnt.

## Horc

### Horch
- Horch, August (1868–1951), deutscher Maschinenbauingenieur und Gründer der Automobilbauunternehmen Horch und AudiAugust Horch (1868–1951)

August Horch (1868–1951)

- Horch, Christoph (1667–1754), deutscher Mediziner und Leibarzt des Königs von Preußen
- Horch, Frank (* 1948), deutscher Manager und Politiker, Senator in Hamburg
- Horch, Franz (1901–1951), österreichischer Dramaturg und Literaturagent
- Horch, Hans Otto (* 1944), deutscher Literaturwissenschaftler
- Horch, Heinrich (1652–1729), deutscher reformierter mystischer Theologe und Bibelübersetzer
- Horch, Heinz-Dieter (* 1947), deutscher Sportökonom, Hochschullehrer
- Horch, Karl Friedrich (1887–1955), deutscher Politiker (SPD), MdL
- Horch, Karl Otto (1887–1965), deutscher Pädagoge und Schriftsteller
- Horch, Manfred (1948–2009), deutscher lutherischer Theologe und Geistlicher
- Horch, Walter (* 1952), deutscher Fußballspieler
- Horchem, Hans Josef (1927–2004), deutscher Jurist, Präsident des Verfassungsschutzes Hamburg und Terrorismusexperte
- Horcher, Alfred (1903–1995), deutscher Verwaltungsbeamter, Landrat des Landkreises Lörrach
- Horcher, Gustav (1873–1931), deutscher Gastronom
- Horchler, Adolf (1849–1929), deutscher parteiloser Kommunalpolitiker, Heimatforscher und Landtagspräsident
- Horchler, Dieter (1936–2017), deutscher Baumeister und Sportfunktionär
- Horchler, Karolin (* 1989), deutsche Biathletin
- Horchler, Nadine (* 1986), deutsche Biathletin
- Horchler, Wilhelm (1898–1967), deutscher Maler
- Hörchner, Max (1899–1957), Richter am 1. Strafsenat des Bundesgerichtshofes (1953–1957)

### Horci
- Horčic, Miroslav (1921–2017), tschechoslowakischer Sprinter
- Horcicka, Dietmar (* 1972), österreichischer Schauspieler und Theaterregisseur
- Horčička, Franz (1776–1856), böhmischer Maler
- Horčický z Tepence, Jakub (1575–1622), böhmischer Mediziner, Pharmazeut und Chemiker
- Horčiková, Andrea (* 1992), slowakische Biathletin

### Horck
- Horcker, Karl Reinhold von (1664–1727), kurbrandenburgischer Generalmajor der Kavallerie

### Horco
- Horcoff, Shawn (* 1978), kanadischer Eishockeyspieler und -funktionär